# Heri Joensen
Heri Joensen (Lamba, Eysturoy; 21 de febrero de 1973) es el vocalista, compositor, co-guitarrista y fundador del grupo feroés de viking metal Týr.

## Biografía
Heri creció en el pequeño pueblo de Lamba en las Islas Feroe, en el cual solo había 2 casas y unas espectaculares vistas de los paisajes de las islas. Ya desde niño sentía fascinación por la mitología nórdica y la historia de sus antepasados los vikingos.
Comenzó a tocar la guitarra eléctrica a los 14 años, cuando vio una en el escaparate de una tienda de música en Tórshavn, Islas Feroe, le llamó la atención y decidió comprársela con sus ahorros. Comenzó a practicar, aprendiendo a tocar por sí solo. A los 17 años comenzó a tocar en pequeñas bandas de rock y metal feroesas. Tras terminar los estudios en el instituto, Heri se mudó a Copenhague, Dinamarca para asistir a la universidad y estudiar lingüística histórica indoeuropea. Tras llevar un tiempo allí, se encontró con Kári Streymoy (ex batería de Týr), un antiguo amigo de las Islas Feroe con el que había tocado en un grupo. Decidieron volver a tocar y crearon el grupo Týr, basado en canciones sobre la mitología nórdica, el paganismo, la historia de los vikingos y usando baladas tradicionales feroesas, adaptándolas al metal, creando un estilo propio y muy único pero con influencias musicales de grupos como Iron Maiden, Dream Theater o Dio.
Heri pasaba más tiempo ensayando y tocando que estudiando, hasta que decidió cambiar de carrera, y comenzó a asistir al conservatorio de música de Copenhague Det Alternative Rytmiske Konservatorium (D.A.R.K.) y especializarse en canto, guitarra y teoría de la música.
Tras varios años de duro trabajo y varios cambios en el grupo, Týr comenzó a adquirir fama internacional y consiguió un contrato con el sello discográfico feroés Tutl. Fue catalogado como un grupo de viking metal, aunque ellos nunca se definieron como tal. En 2006 cambiaron de compañía discográfica y firmaron con Napalm Records, desde entonces y tras varias giras internacionales su fama ha ido cada vez más en aumento y se han convertido en un grupo de culto dentro del género a nivel mundial, así como uno de los mayores grupos de viking metal y folk metal de la actualidad.
Heri es el vocalista del grupo, además de co-guitarrista y compositor de todas las letras y de la gran mayoría de la música de Týr. En 2010 creó un proyecto por separado y lanzó un disco de su otro grupo Heljareyga, el cual también se basa en metal, baladas tradicionales feroesas y la mitología nórdica, y cuyas letras son completamente en feroés, aunque su principal proyecto es Týr.
Es conocido por decir la frase "religion is bullshit" (la religion es una gilipollez) en todos sus conciertos y por ser un gran detractor de todas las religiones. A pesar de que muchas de las letras y de la temática de Týr se basan en el paganismo, él afirma que solo es mitología y una forma de expresar su orgullo sobre su historia y herencia nórdica; se define como ateo y en diversas ocasiones ha expresado abiertamente como en su opinión, aquellos que en la actualidad se toman el paganismo como una religión, tales como los seguidores del Ásatrú, son "tan estúpidos y locos como los cristianos... o incluso más".
Además, es un gran promotor y defensor del maltrato a los animales. Ha participado en debates enfrentándose al fundador de los Sea Shepherd, Paul Watson, defendiendo la irracional caza de ballenas feroesa cuando los Sea Shepherd han intentado boicotearla, y se ha enfrentado públicamente a los Sea Shepherd en numerosas ocasiones, los cuales por ello también han intentado boicotear su grupo mostrandoles que su vocalista es un asesino de ballenas.
Sus mayores influencias como vocalista son Ronnie James Dio, Bruce Dickinson y James Hetfield; como guitarrista Steve Vai, Joe Satriani, John Petrucci, Yngwie Malmsteen, Dave Murray y Adrian Smith; y como compositor, la poesía de los feroeses J.H.O. Djurhuus y Pól F., los escritores Jacob Sande, Edgar Allan Poe y J.R.R. Tolkien, así como la lírica tradicional feroesa y la mitología nórdica.
En la actualidad y desde 2011, Heri está patrocinado por la marca de guitarras Ibanez. Usa guitarras Ibanez de 7 cuerdas.
Además del trabajo en sus bandas Týr y Heljareyga, también ha colaborado en álbumes de las bandas Alestorm, Wintersun y Ensiferum.